# 东颜林
东颜林，是孔子首席大弟子颜回的墓地，位于山东省济宁市曲阜市防山乡程庄村，是中华人民共和国山东省文物保护单位之一。因颜回被后世尊称为“复圣”，故东颜林又称“复圣公林”。

## 历史
颜林是颜子及其后裔的家族墓地，有东西两处之分。东颜林始建于周敬王三十八年（公元前482年），是孔子首席大弟子颜回的墓地。西颜林始建于周太祖广顺年间（949-951年），为颜子四十五代至七十五代嫡孙的墓地。
文化大革命期间（1966-1976年），东颜林受到破坏。而西颜林在文革期间“平墓毁林，使整个墓区荡然无存”。
1986年，曲阜市人民政府、曲阜市文物管理委员会复制了明代碑刻“兖国复圣公墓”，立于东颜林颜子墓前。2002年，由曲阜市颜子研究会筹集资金，重修了林墙和大门。2006年12月7日，东颜林被授予山东省文物保护单位。

## 结构
东颜林位于曲阜东南二十里（约11公里）处的防山之阳、沂河北岸，占地400余亩。曲阜的颜庙、颜府、颜林被成为“三颜”，其中颜庙位于曲阜孔庙左侧，是后人为纪念颜回而建起的一座“复圣庙”，在复圣庙一墙之隔的东边，还有颜回后裔翰林院五经博士居住的颜府。颜府与颜庙一墙之隔，五进院落，占地约2700平方米。
此外，曲阜西颜林是颜氏家族的一处大型墓葬区，位于曲阜城东北三里、占地面积600余亩（一说19万平方米），因葬有晋、唐以来的颜氏侍郎13人，故称“颜侍郎林”（简称“侍郎林”），林区中原有柏、楷等古树1770余株以及碑刻300余通，文革期间被毁。